# 蚁垤庙 (阿姆利则)
31°40′37″N 74°45′18″E / 31.676983°N 74.754937°E
蚁垤庙（Bhagwan Valmiki Tirath Asthan）是一座印度教寺庙和重要的历史古迹，供奉古印度仙人蚁垤（Valmiki），位于印度旁遮普邦阿姆利则市的蚁垤庙路（Bhagwan Valmiki Tirath road）。自2016年12月1日起，有一个 8 英尺高、 800公斤的镀金的蚁垤雕像。
寺庙供奉蚁垤位于阿姆利则以西11公里。寺庙可以追溯到罗摩衍那时期，这里是蚁垤的的修行处。当罗摩的妻子悉多被流放后，圣人在这里庇护她。这里是罗摩与悉多的两个儿子，罗婆与俱舍，都是在这里，蚁垤的修行处出生。 据说伟大的史诗《罗摩衍那》是蚁垤在这里写的。

## 开发
2016年10月18日，蚁垤庙工程奠基，由古鲁·纳纳克大学建筑系设计。2016年12月1日，旁遮普邦首席部长宣布开放。 
历史遗址经过翻修，设有两端入口、池塘、桥梁、可容纳 5000 人的大殿、梵文图书馆、博物馆和可容纳 500 辆汽车的多层现代停车场。

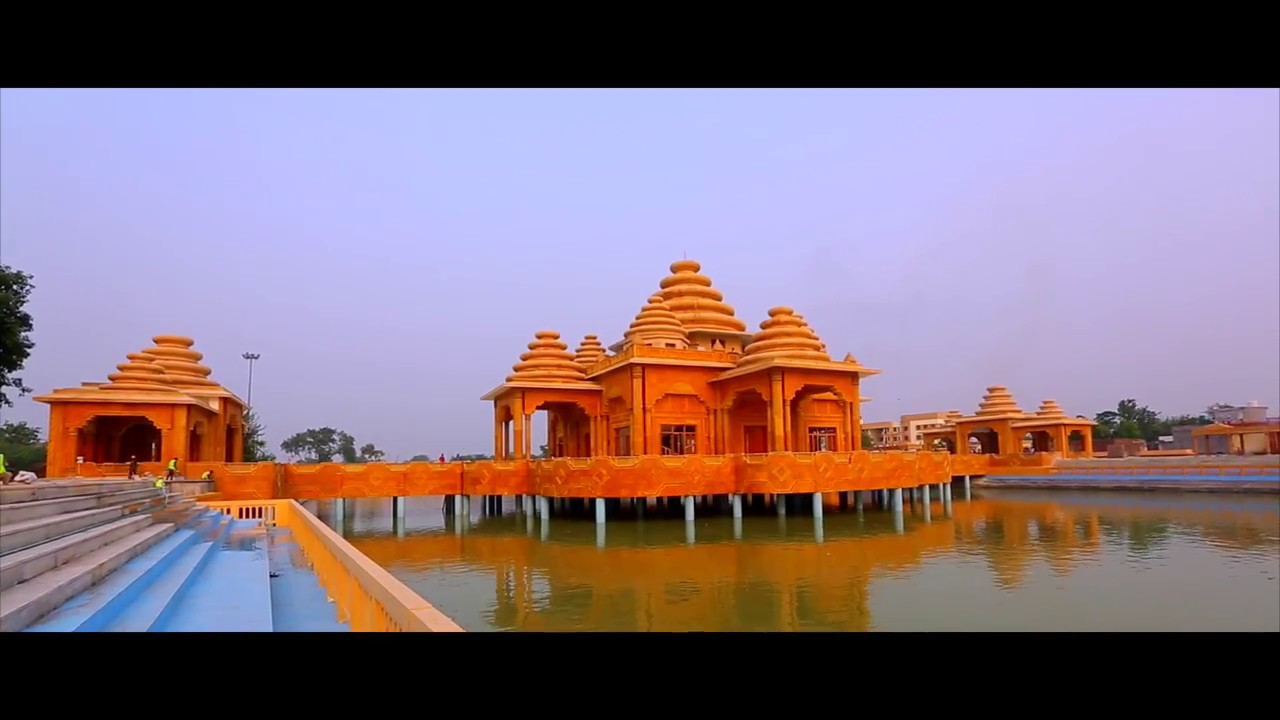
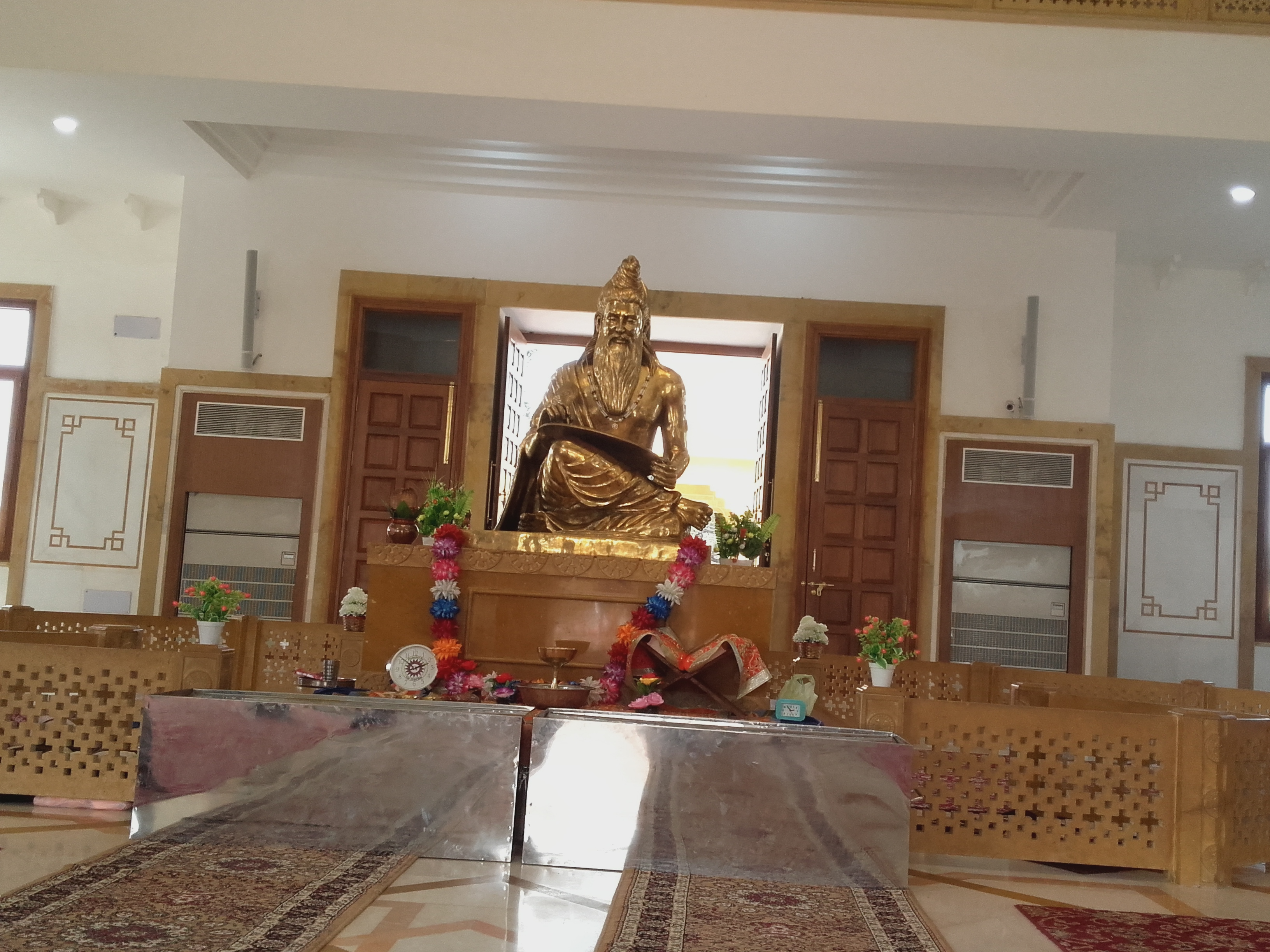
蚁垤像
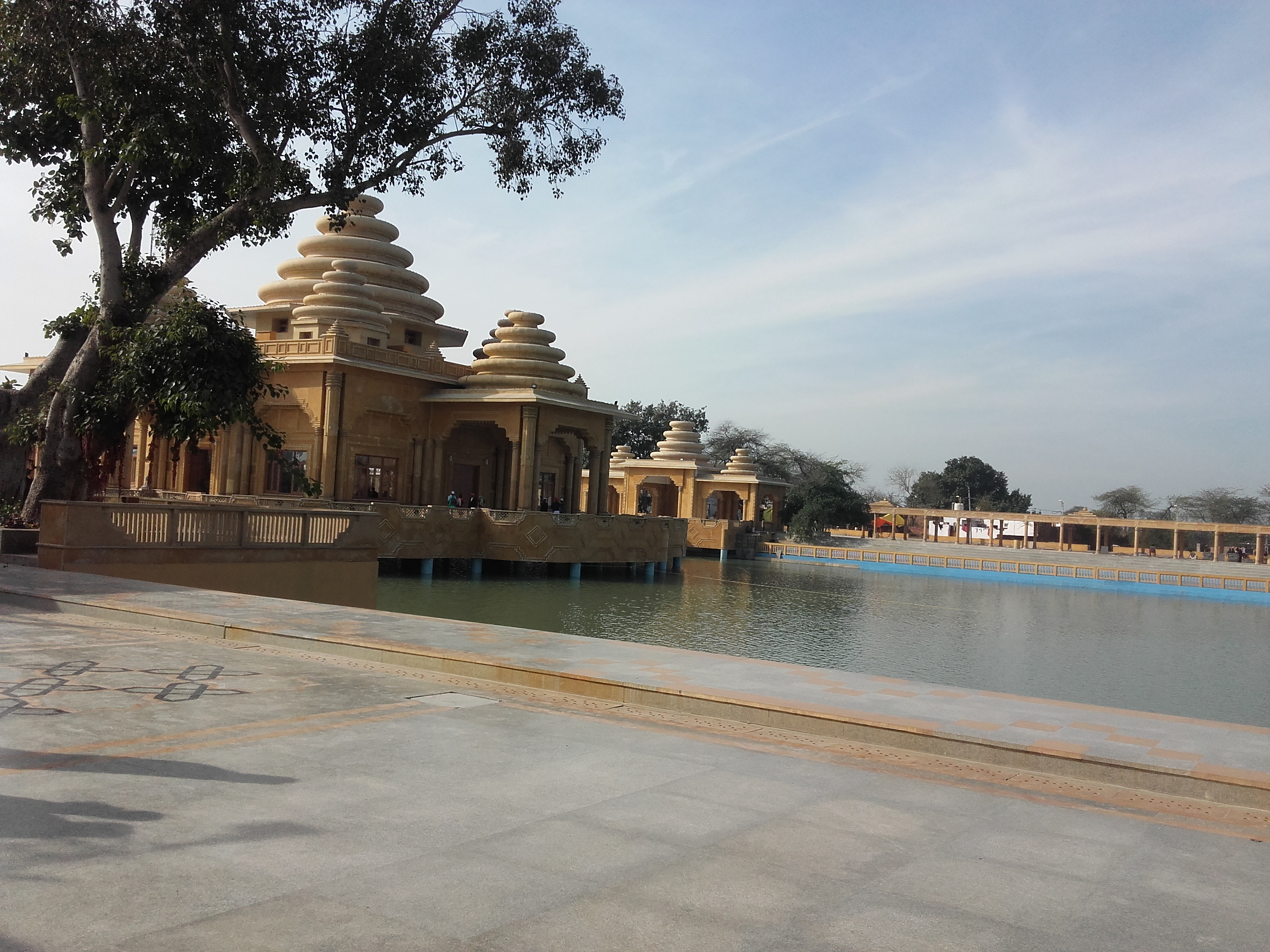
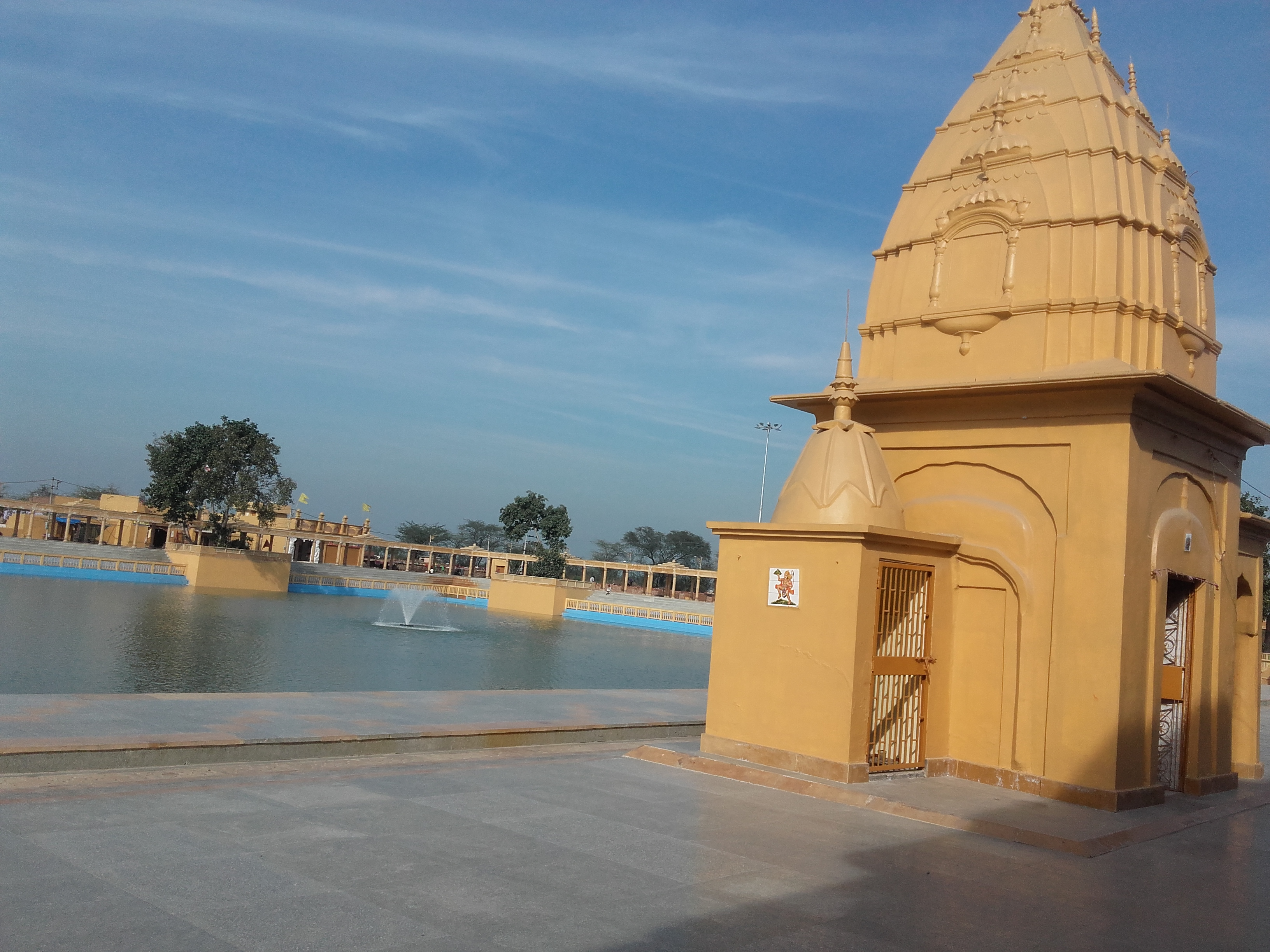
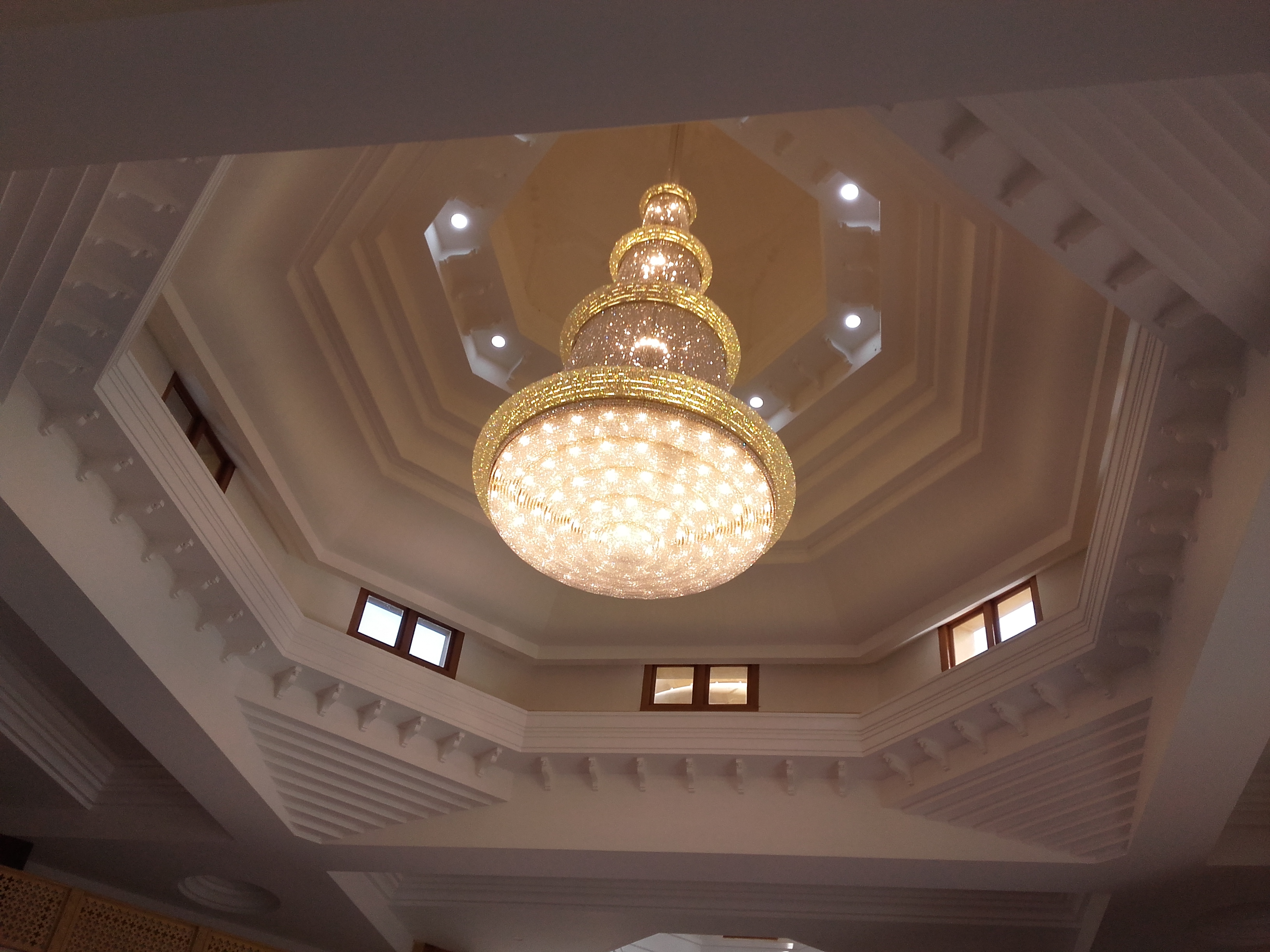
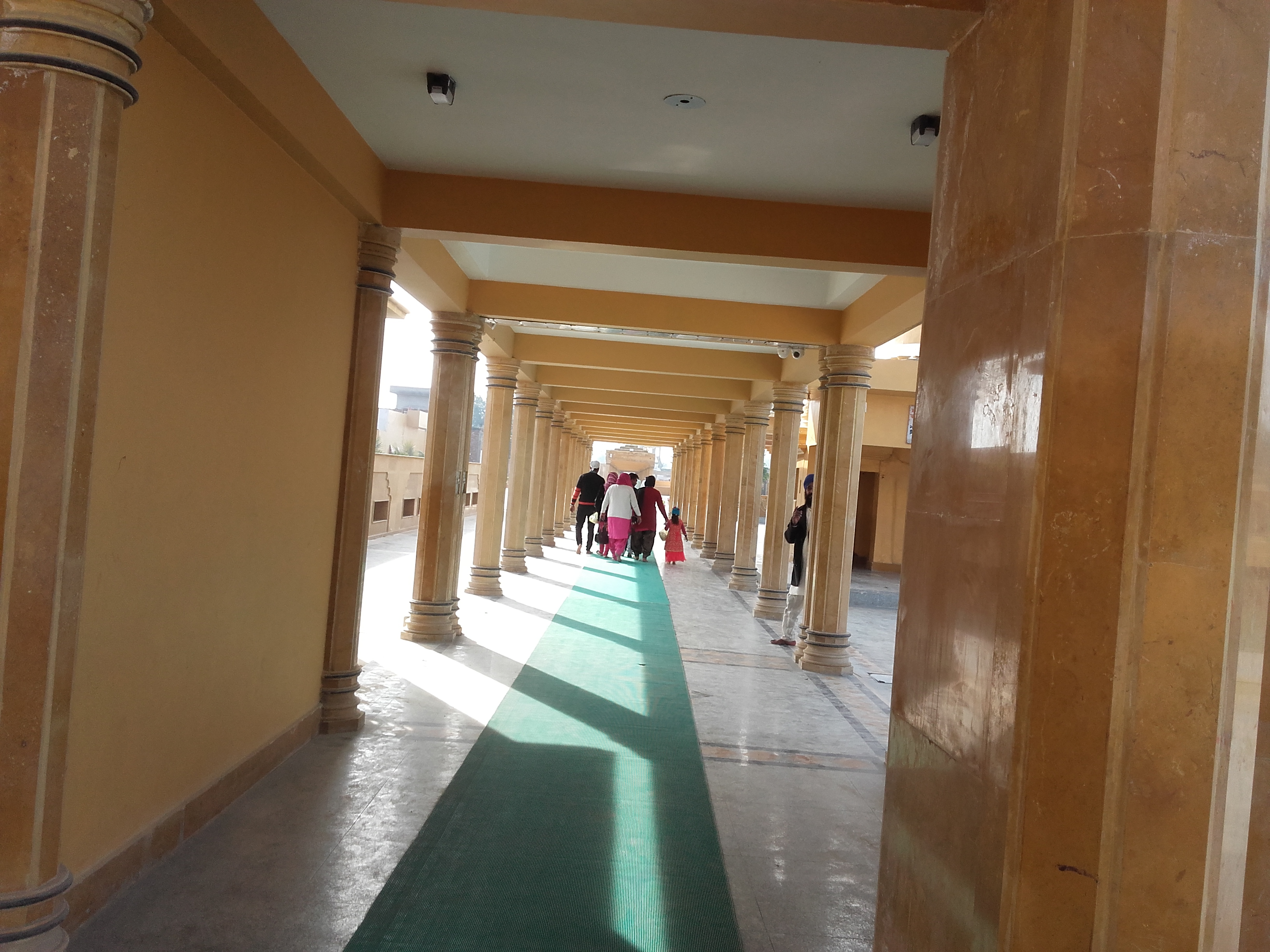
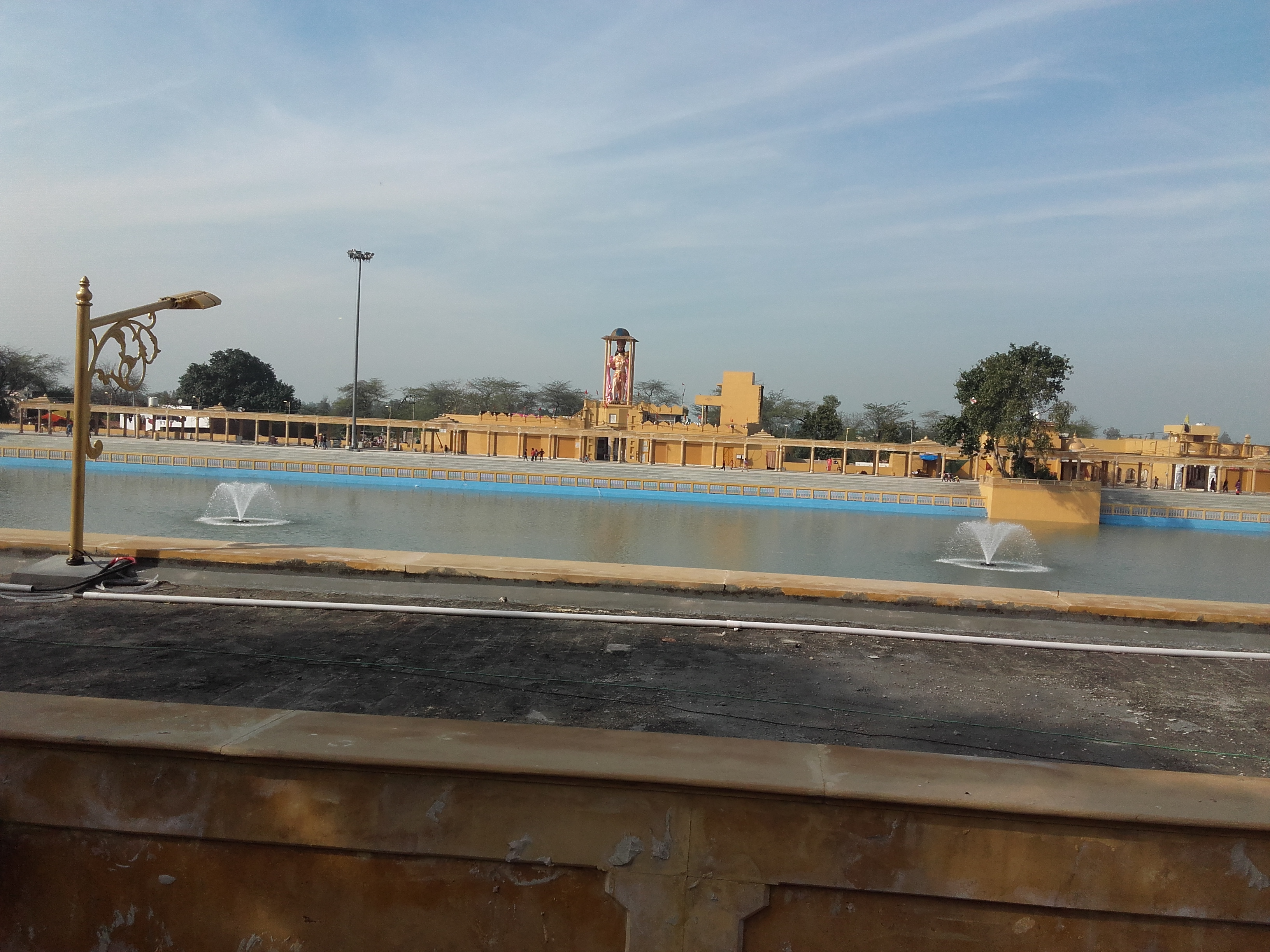
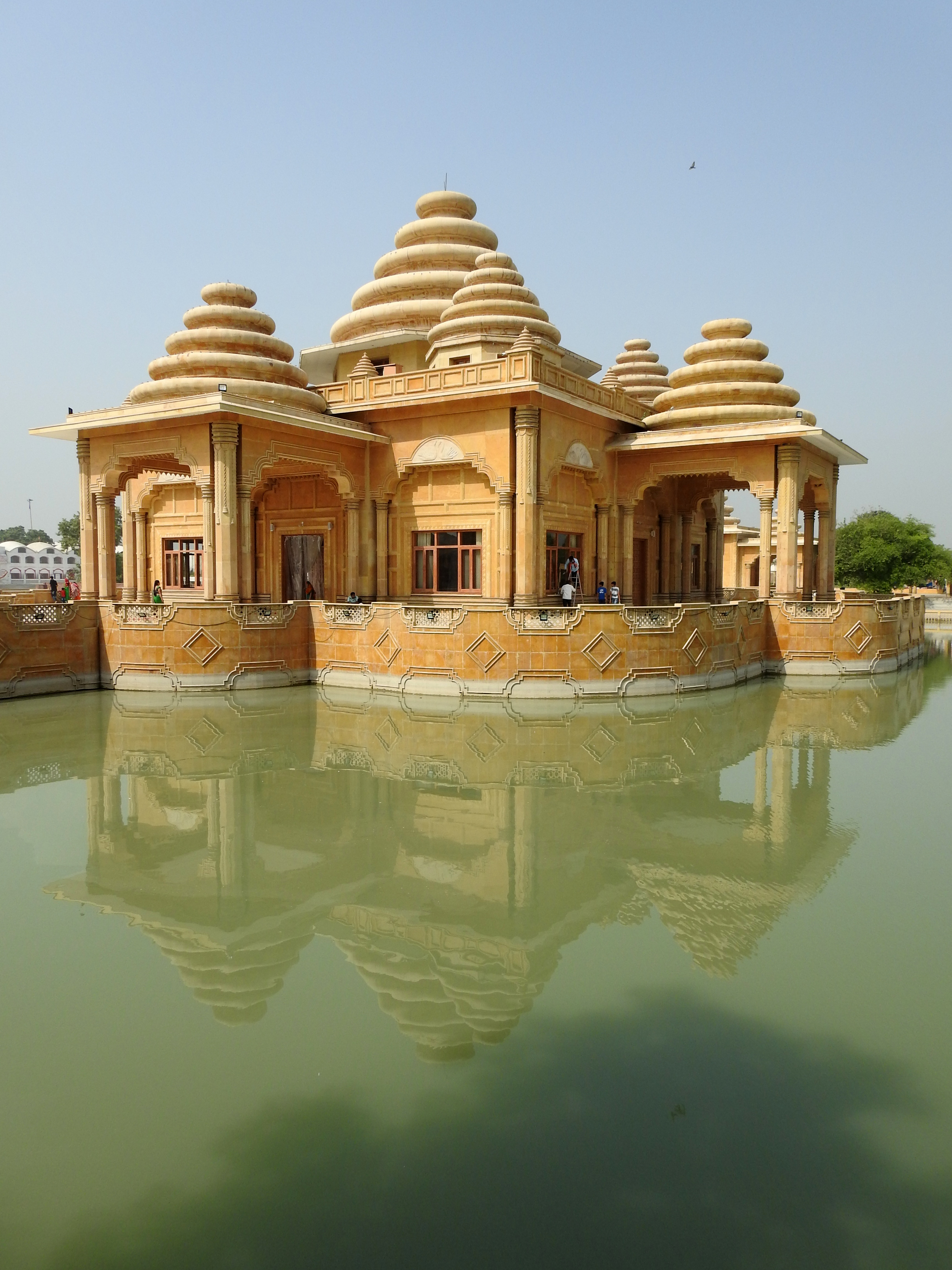
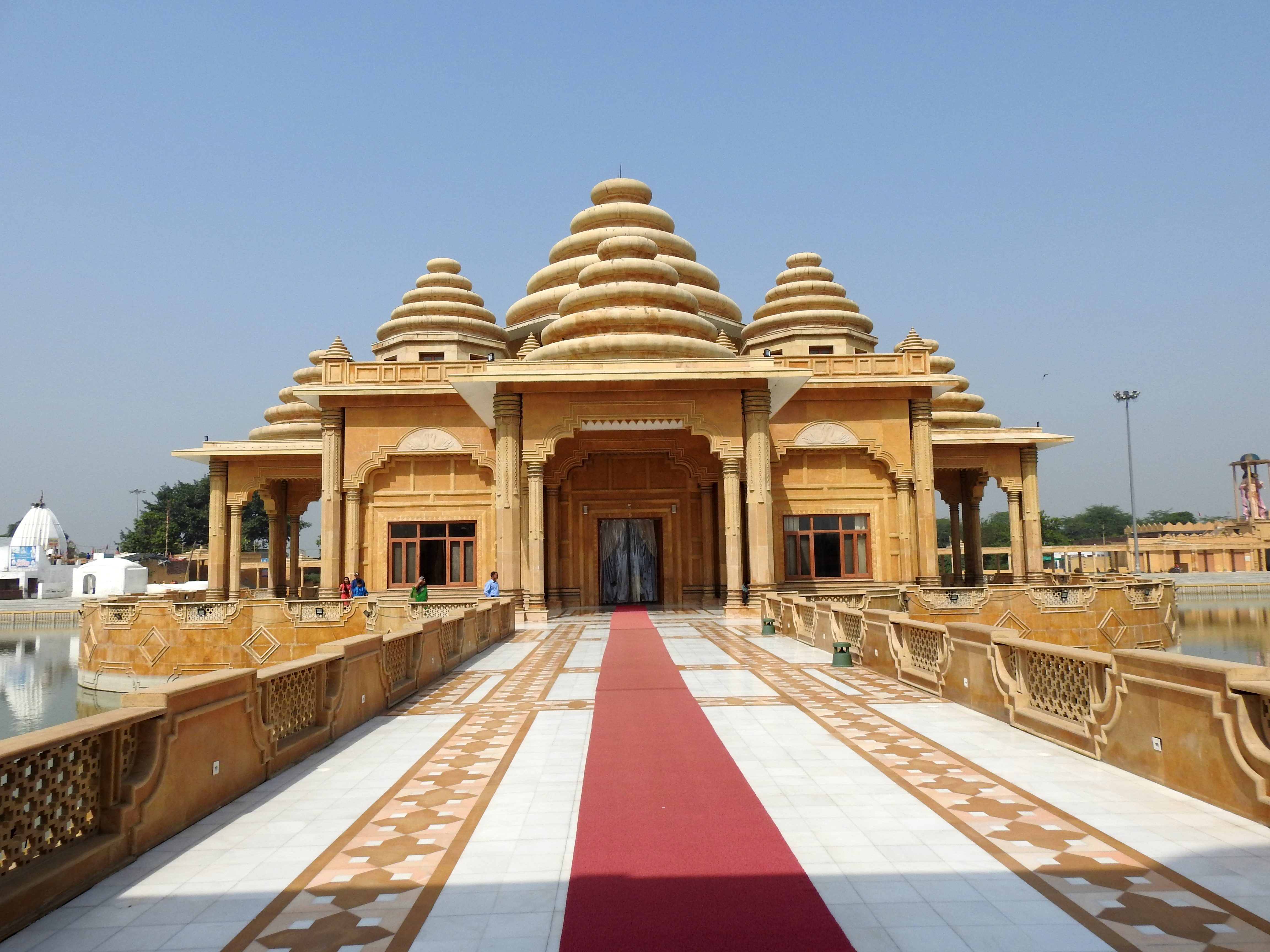
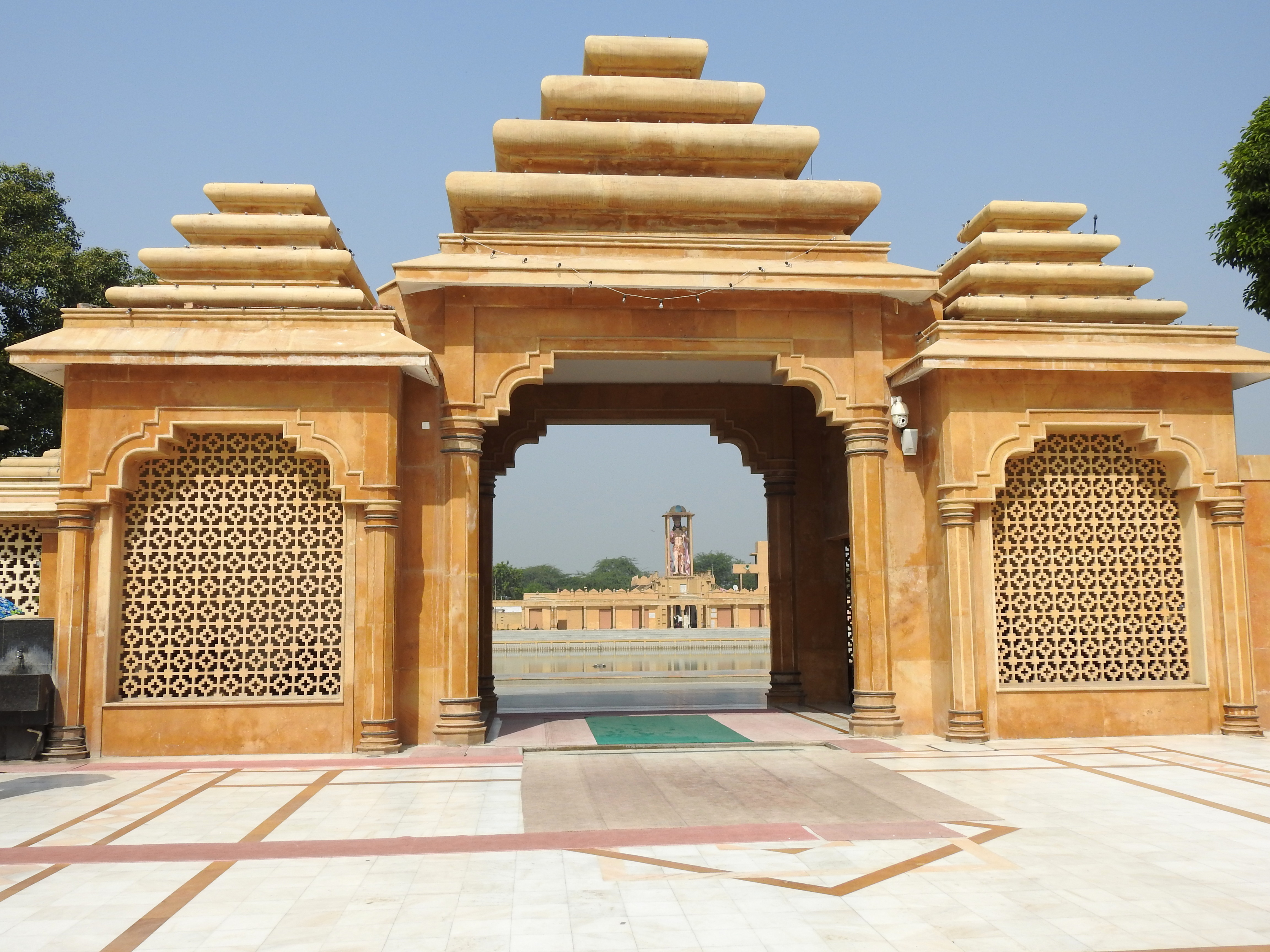
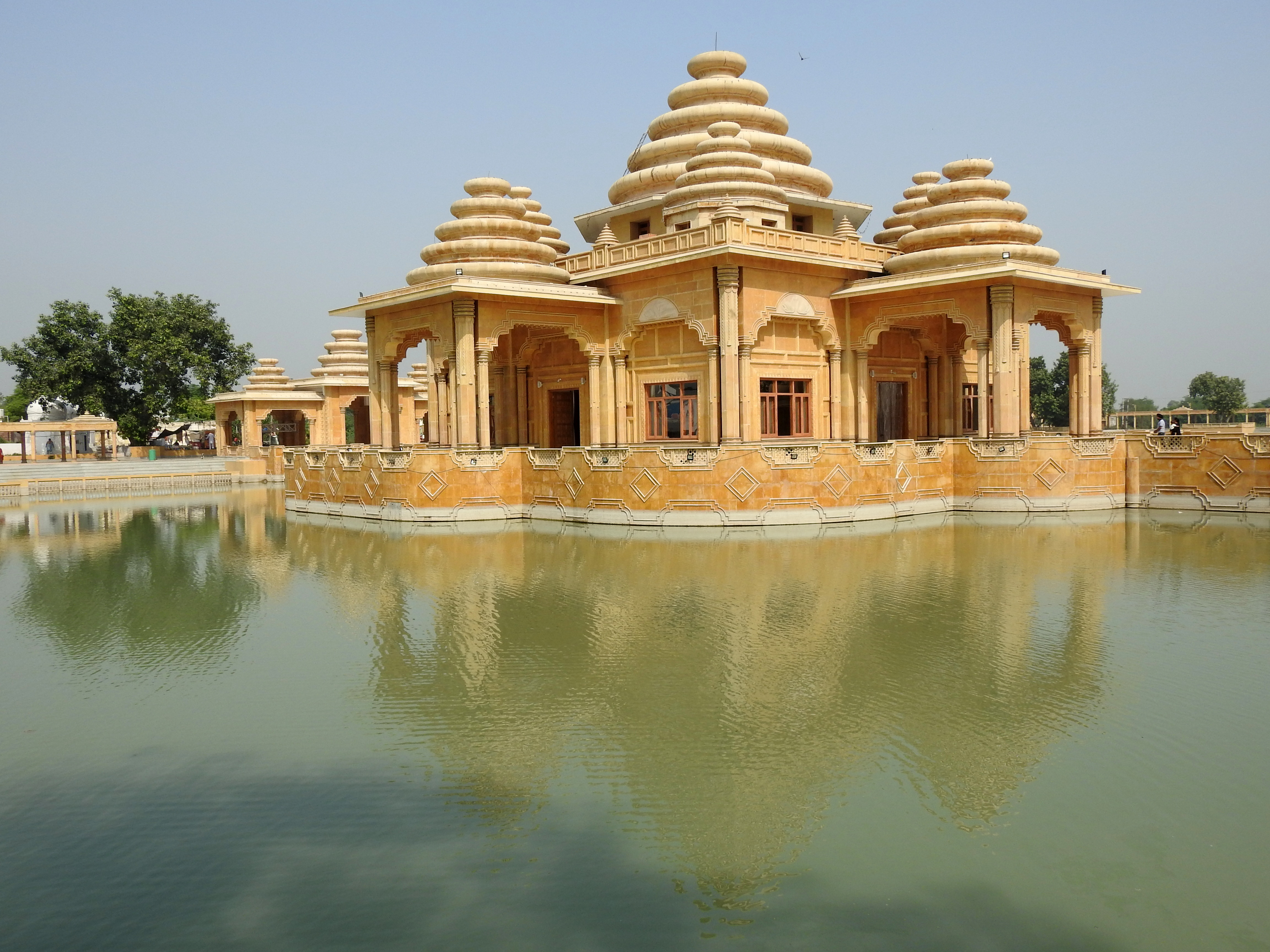
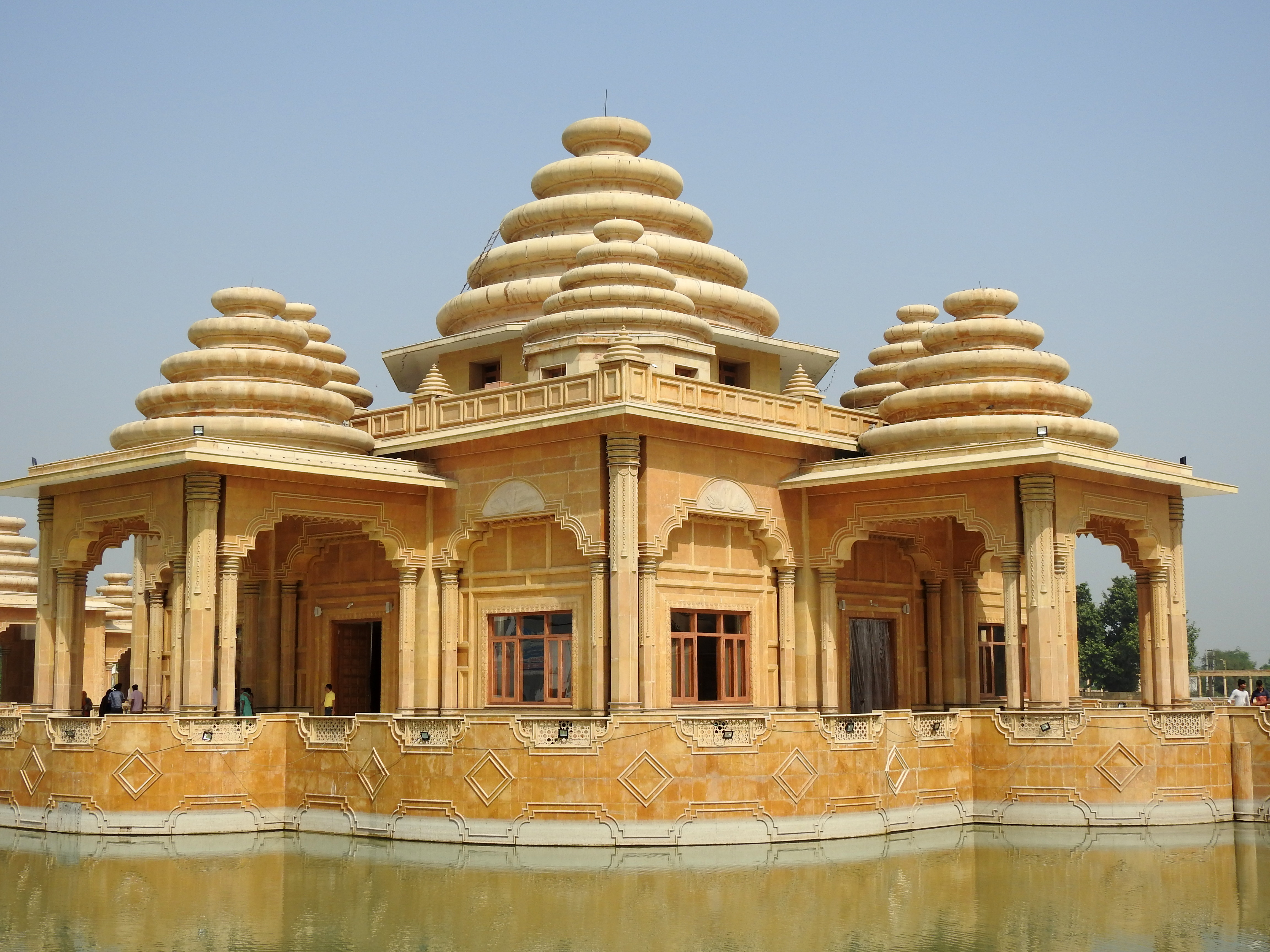
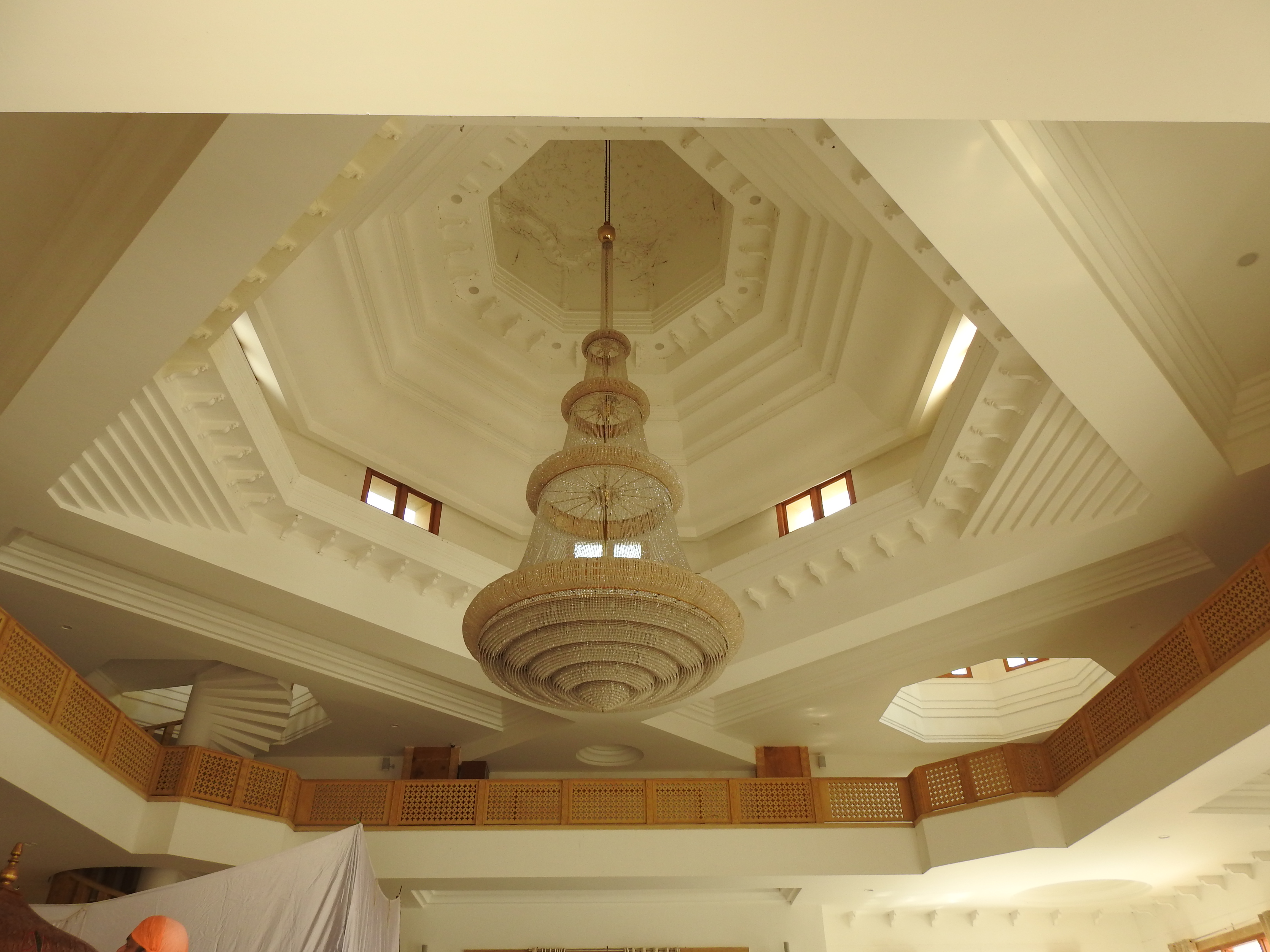
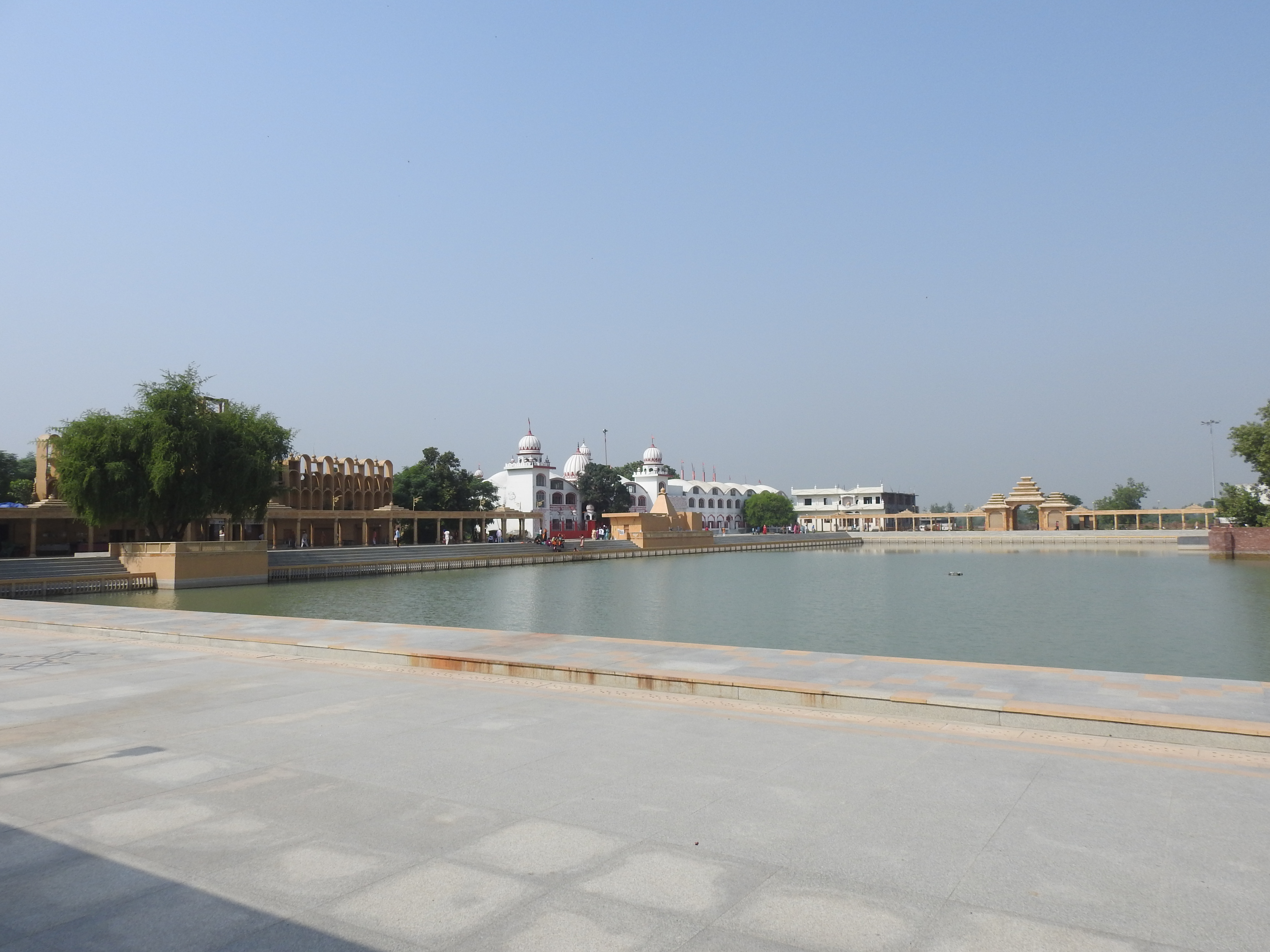
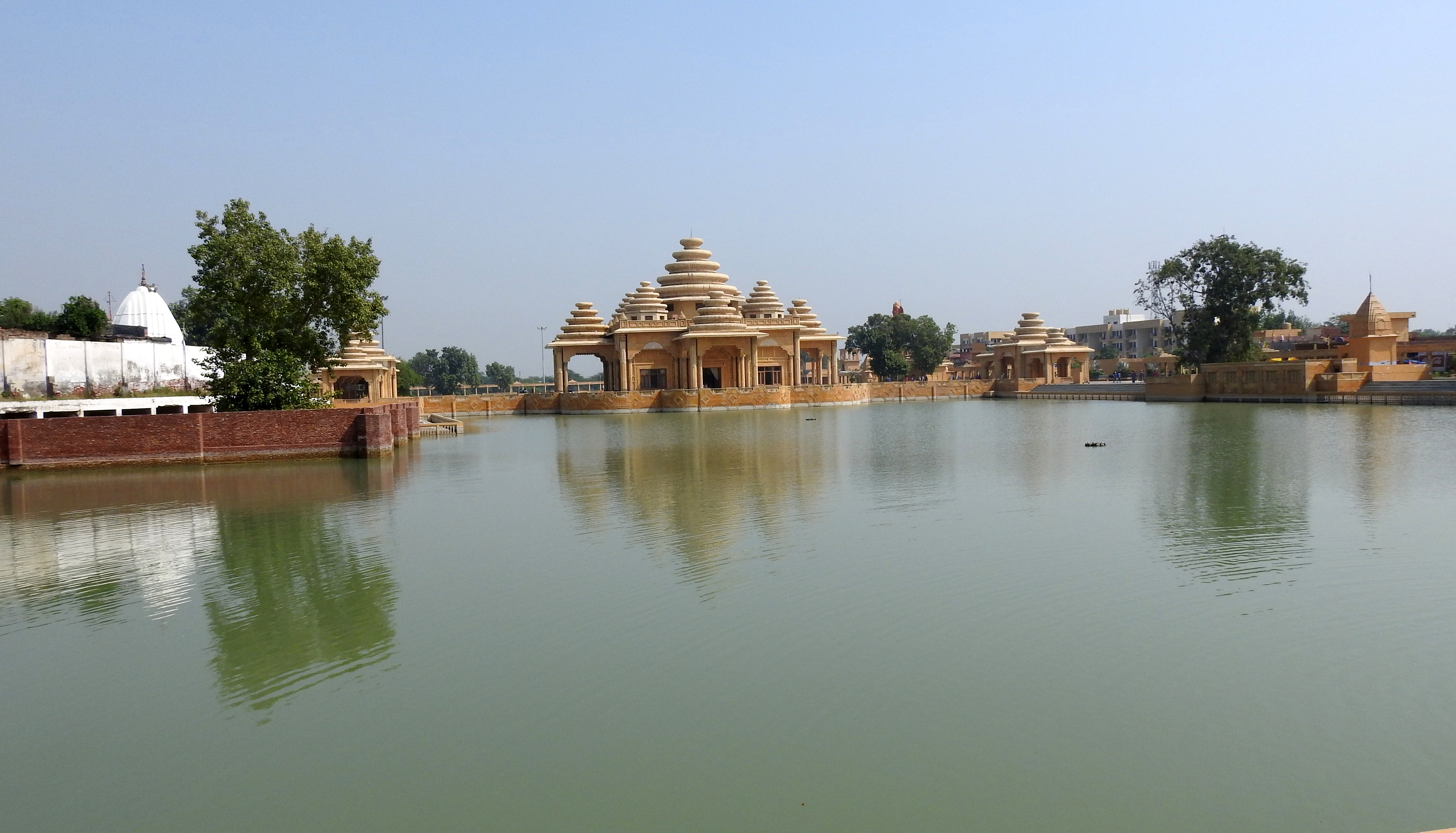
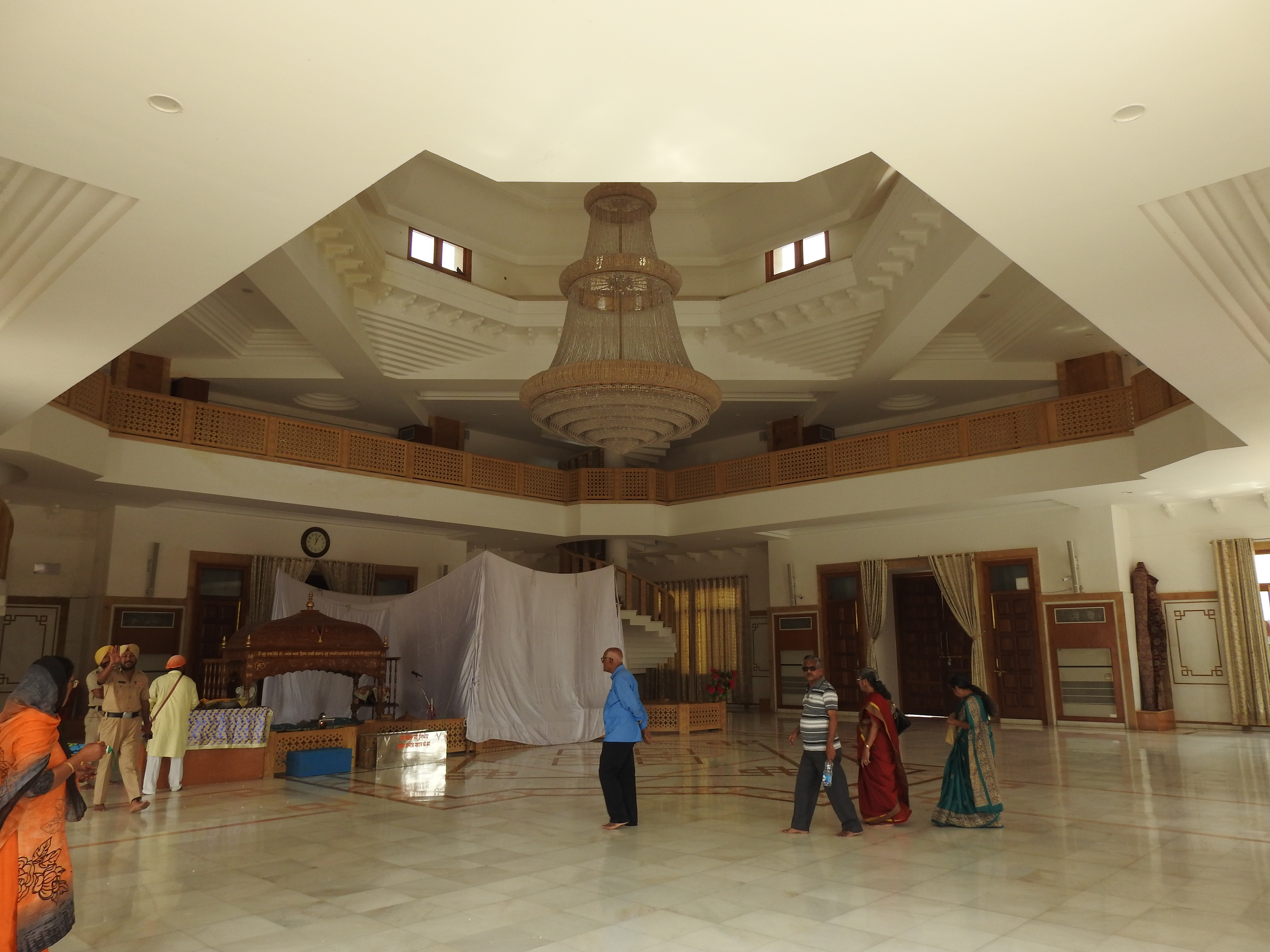
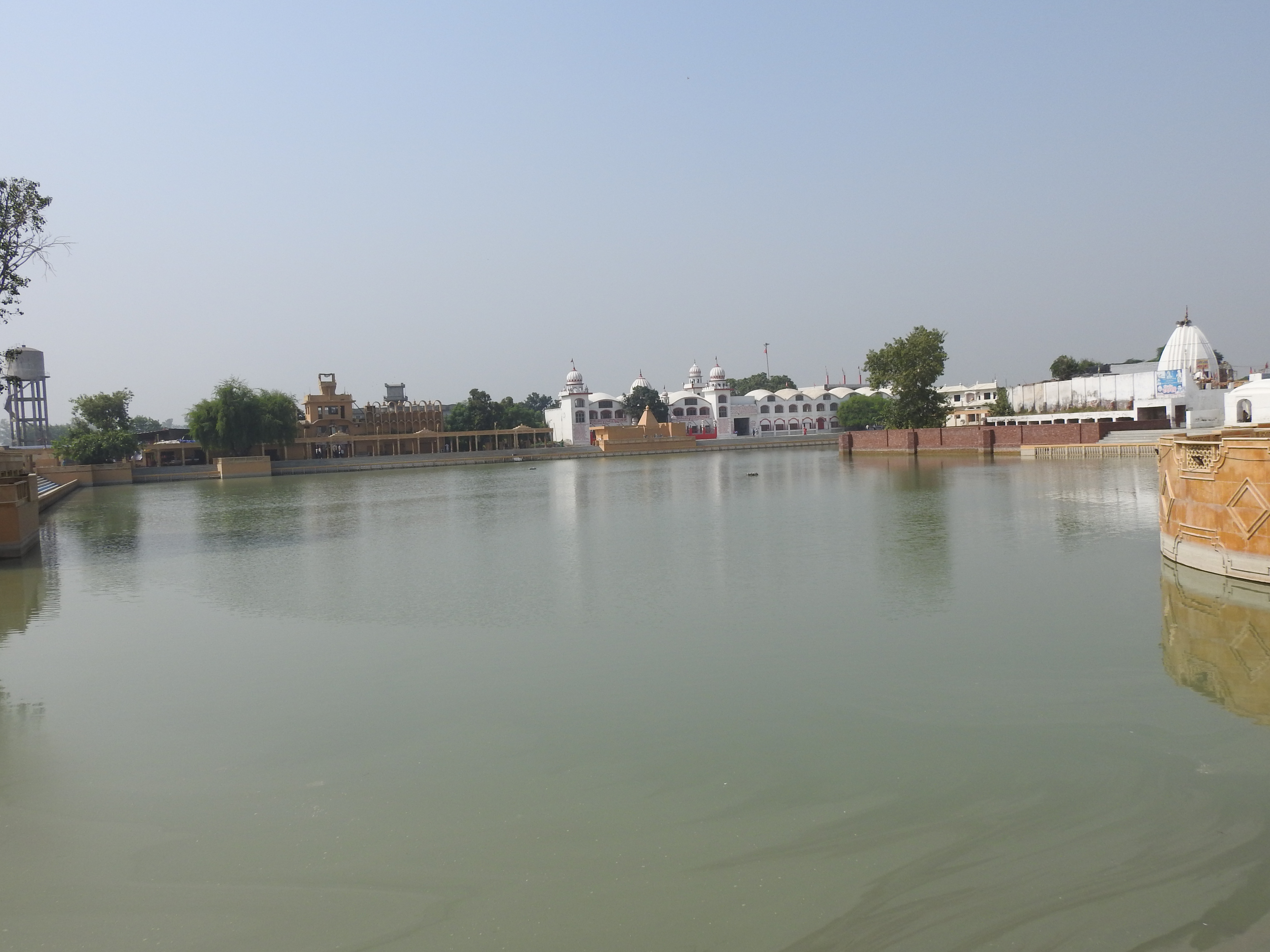
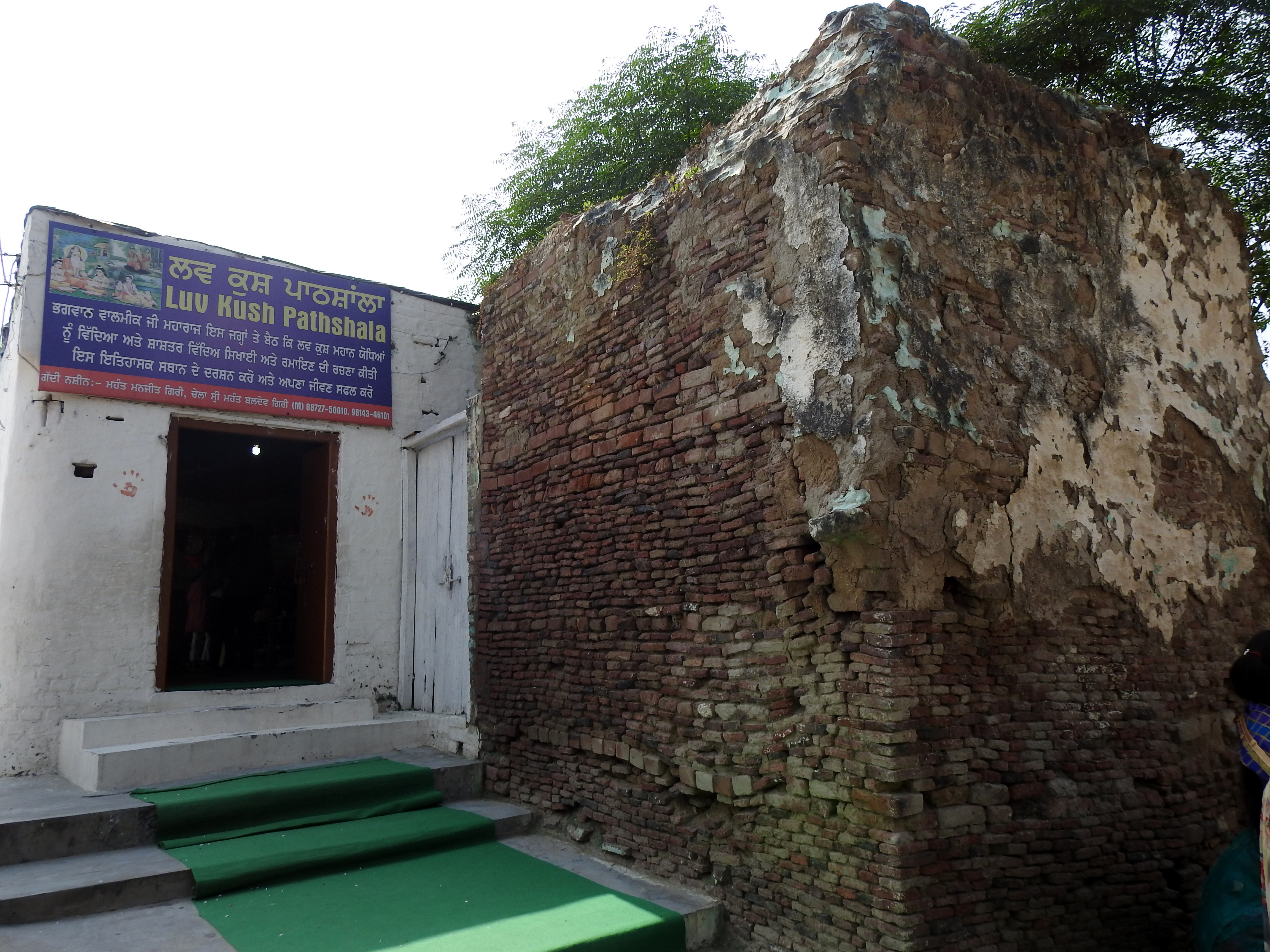
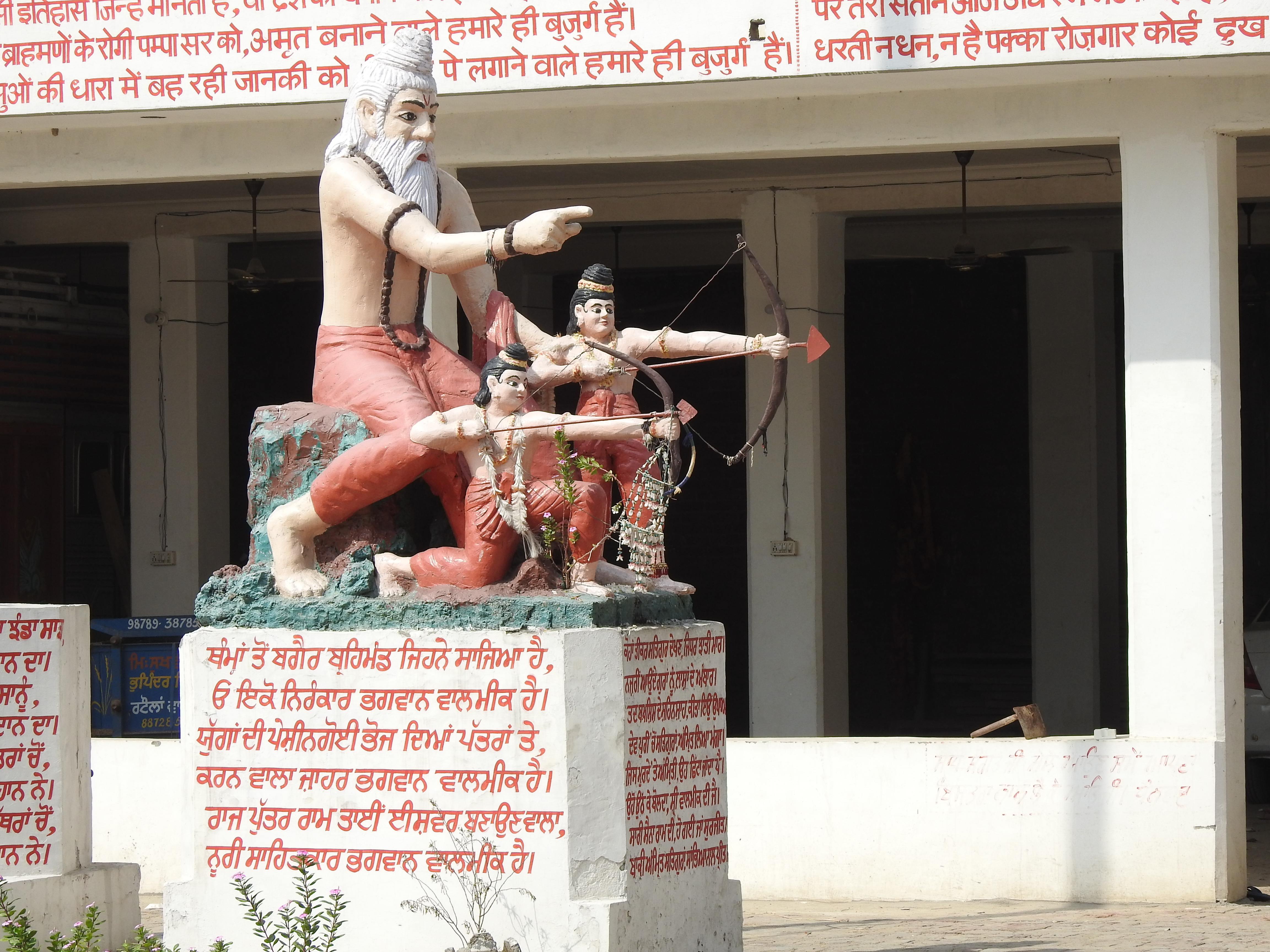
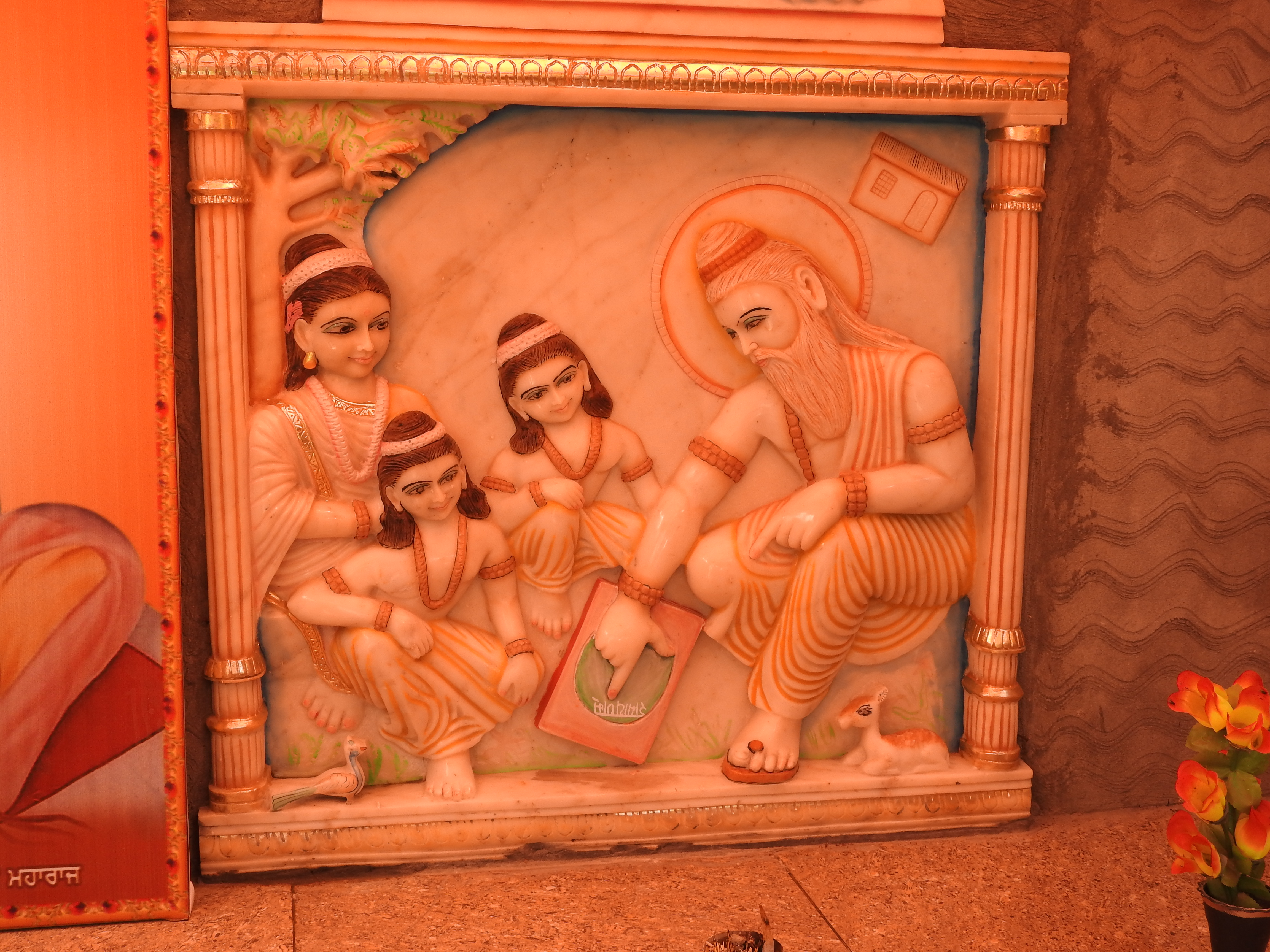